# Tetsuya Asano
Tetsuya Asano (浅野 哲也?, Asano Tetsuya; Hokota, 23 febbraio 1967) è un allenatore di calcio ed ex calciatore giapponese, di ruolo centrocampista.

## Palmarès
- Supercoppa giapponese: 1

Nagoya Grampus Eight: 1996